# Lithocarpus trachycarpus
Lithocarpus trachycarpus (Hickel & A.Camus) A.Camus – gatunek roślin z rodziny bukowatych (Fagaceae Dumort.). Występuje naturalnie w Wietnamie, Laosie, północnej Tajlandii oraz południowych Chinach (w południowej części Junnanu. 

## Morfologia
PokrójZimozielone drzewo dorastające do 20 m wysokości.
LiścieBlaszka liściowa jest nieco skórzasta i ma kształt od lancetowatego do eliptycznego. Mierzy 8–15 cm długości oraz 2–6 cm szerokości, jest całobrzega, ma klinową nasadę i wierzchołek od ostrego do spiczastego. Ogonek liściowy jest nagi.
OwoceOrzechy o kulistym kształcie, dorastają do 10–13 mm długości i 16–18 mm średnicy. Osadzone są pojedynczo w miseczkach o kulistym kształcie, które mierzą 15–20 mm średnicy. Orzechy otulone są w miseczkach do 10–20% ich długości.

## Biologia i ekologia
Rośnie w wiecznie zielonych lasach. Występuje na wysokości od 800 do 1300 m n.p.m. Kwitnie od lutego do marca, natomiast owoce dojrzewają od września do października.